# Saxby Chambliss
Clarence Saxby Chambliss mais conhecido como Saxby Chambliss (Warrenton, 10 de novembro de 1943) é um político e advogado estadunidense, que serviu na Câmara dos Representantes e no Senado dos Estados Unidos, representando a Geórgia, de 1995 a 2003 e de 2003 a 2015, respectivamente. Conservador ferrenho, ele é membro do Partido Republicano.

## Carreira
Chambliss iniciou sua carreira política em 1994, quando foi eleito representante do 8.º da Geórgia, cargo qual foi reeleito em 1996,1998,2000, e 2002, quando foi eleito senador da Geórgia, sendo reeleito em 2008. Se aposentou da política em 2015, quando foi substituído por seu primo, o empresário David Perdue.